# 선 그래프
그래프 이론에서 선 그래프(線graph, 영어: line graph)는 어떤 그래프의 변들을 꼭짓점으로 삼고, 원래 그래프의 변의 인접 여부를 변으로 삼는 그래프이다. 끝을 선으로 연결한 그래프는 꺾은선 그래프라고 한다.

## 정의
(무향 단순) 그래프 {\displaystyle \Gamma }의 선 그래프 {\displaystyle L(\Gamma )}는 다음과 같은 그래프이다.
- {\displaystyle V(L(\Gamma ))=E(\Gamma )}. 즉, 선 그래프의 꼭짓점은 원래 그래프의 변과 일대일 대응한다.
- {\displaystyle E(L(\Gamma ))=\{(v_{1}v_{2})(v_{2}v_{3})\colon v_{1}v_{2},v_{2}v_{3}\in E(\Gamma )\}}. 즉, 선 그래프의 변은 원래 그래프의 서로 인접한 한 쌍의 변과 일대일 대응한다.

## 성질

선 그래프의 유도 부분 그래프로 존재할 수 없는 9개의 그래프

연결 성분 {\displaystyle \Gamma _{1},\dots ,\Gamma _{c}}을 갖는 그래프의 선 그래프는 다음과 같다.
{\displaystyle L(\Gamma _{1}\sqcup \cdots \sqcup \Gamma _{c})=L(\Gamma _{1})\sqcup \cdots \sqcup L(\Gamma _{c})}
휘트니 정리(영어: Whitney theorem)에 따르면, 임의의 두 연결 그래프 {\displaystyle \Gamma _{1}}, {\displaystyle \Gamma _{2}}에 대하여, 다음 두 조건이 서로 동치이다.
- {\displaystyle L(\Gamma _{1})\cong L(\Gamma _{2})}
- {\displaystyle \Gamma _{1}\cong \Gamma _{2}}이거나, {\displaystyle \{\Gamma _{1},\Gamma _{2}\}=\{K_{3},K_{1,3}\}}이거나, {\displaystyle \{\Gamma _{1},\Gamma _{2}\}=\{K_{0},K_{1}\}}. 여기서 {\displaystyle K_{n}}은 완전 그래프, {\displaystyle K_{m,n}}은 완전 이분 그래프이다.

이는 해슬러 휘트니가 증명하였다.
임의의 그래프 {\displaystyle \Gamma }에 대하여, 다음 두 조건이 동치이다.
- {\displaystyle L(\Gamma ')\cong \Gamma }인 그래프 {\displaystyle \Gamma '}이 존재한다.
- {\displaystyle \Gamma }는 9개의 특별한 그래프들을 유도 부분 그래프로 포함하지 않는다 (그림 참조).

### 선 그래프의 반복
유한 연결 그래프 {\displaystyle \Gamma }에 대하여, 다음 두 조건이 동치이다.
- {\displaystyle \Gamma \cong L(\Gamma )}
- {\displaystyle \Gamma }는 순환 그래프 {\displaystyle C_{n}}이다 ({\displaystyle n\geq 3}).

임의의 유한 연결 그래프 {\displaystyle \Gamma }에 대하여, 그래프의 열
{\displaystyle \Gamma ,L(\Gamma ),L(L(\Gamma )),\dots }
은 다음 네 가지 가운데 하나의 현상을 보인다.
- 만약 {\displaystyle \Gamma }가 순환 그래프라면 이는 항등열이다.
- 만약 {\displaystyle \Gamma }가 완전 이분 그래프 {\displaystyle K_{1,3}}라면 {\displaystyle C_{3}\cong L(G)\cong L(L(G))=\cdots }이다.
- 만약 {\displaystyle \Gamma }가 경로 그래프 {\displaystyle P_{n}}이라면 {\displaystyle L(P_{n})=P_{n-1}}이므로 결국 공 그래프 {\displaystyle P_{0}}이 된다.
- {\displaystyle \Gamma }가 순환 그래프나 경로 그래프 또는 {\displaystyle K_{1,3}}가 아니라면, {\displaystyle |V(L^{n}(\Gamma ))|}와 {\displaystyle |E(L^{n}(\Gamma ))|}는 무한대로 발산한다.

연결 그래프가 아닌 경우, 각 연결 성분에 위 분류가 적용된다.

## 예
예를 들어 아래 그래프 {\displaystyle \Gamma }의 선 그래프 {\displaystyle L(\Gamma )}는 아래와 같다.

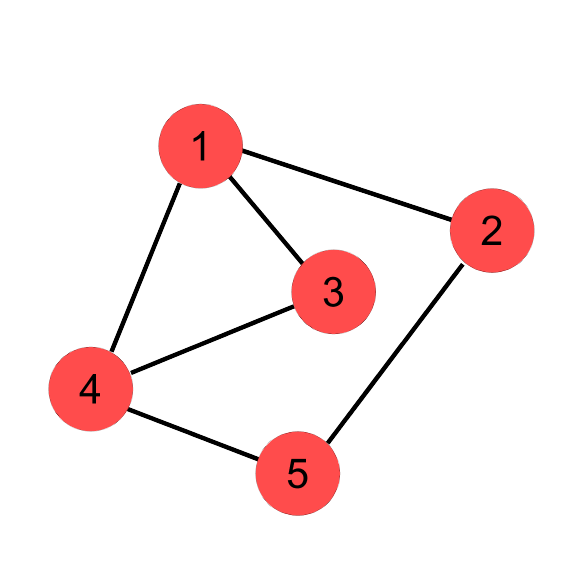
그래프 {\displaystyle \Gamma }
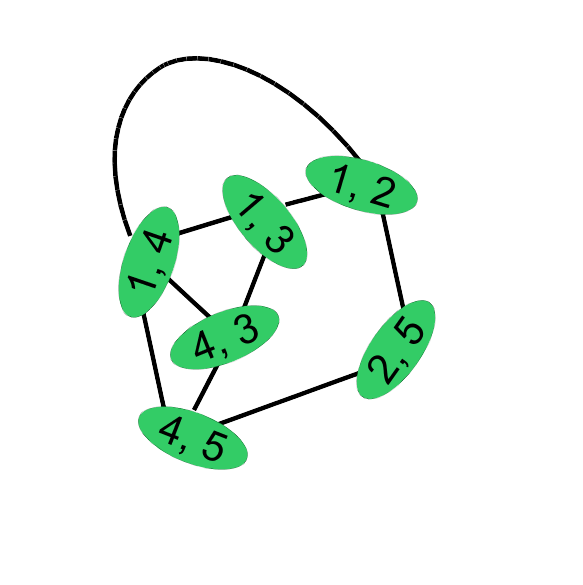
선 그래프 {\displaystyle L(\Gamma )}